# Nikolaj Nikolajevič Aržanov
‎Nikolaj Nikolajevič Aržanov, sovjetski častnik, vojaški pilot, preizkusni pilot in heroj Sovjetske zveze, * 25. februar 1913, † 7. februar 1976.
Po drugi svetovni vojni je bil preizkusni pilot na reaktivnih letalih pri Centralnem aerohidrodinamičnem inštitutu ZSSR.